# Panja (Mosambik)
Panja ist ein kleines Dorf in der Provinz Sofala in Mosambik. Die nächstgrößere Stadt ist Beira, rund 85 Kilometer entfernt.
Die Provinz Sofala ist die ärmste Region des Landes Mosambik und die Bevölkerung in den abgelegene Siedlungen ist besonders durch die Häufigkeit von Krankheiten wie Malaria, Tuberkulose und Magen-Darm-Erkrankungen gezeichnet. Die Wohnhütten sind Stroh oder mit Wellblech gedeckt. In der Siedlung gibt es eine kleine Krankenstation die durch das Hilfswerk Austria unterstützt wird. Einwohnerzahlen sind nicht detailliert vorhanden. Die Pressefreiheit ist stark eingeschränkt und unabhängige Medien werden behindert.
Die Menschen leben ausschließlich von der Landwirtschaft und Viehzucht. Angebaut werden auch Bananen, Zitrusfrüchte, Sisal und Ölpalmen. Die Trinkwasser- und Brennstoffversorgung sind die Hauptprobleme in der Region. Das Klima ist heiß und feucht, besonders während des Sommermonsuns von Oktober bis Februar.